# 諾塞利夫卡
51°18′20″N 32°39′11″E / 51.30556°N 32.65306°E
諾塞利夫卡（羅馬化：Noselivka）是烏克蘭北部的村莊，隸屬切爾尼希夫州的尼任區。該村面積2平方公里，海拔高度132米，2006年人口743，人口密度每平方公里371.5人。